# Leptodactylus tapiti
Leptodactylus tapiti är en groddjursart som beskrevs av Sazima och Werner C.A. Bokermann 1978. Leptodactylus tapiti ingår i släktet Leptodactylus och familjen tandpaddor. IUCN kategoriserar arten globalt som otillräckligt studerad. Inga underarter finns listade i Catalogue of Life.